# Podgorica
Podgorica (na crnogorskoj ćiril. Подгорица, prijašnja imena: Ribnica i Titograd) glavni je i najveći grad Crne Gore. Nalazi se u središnjem dijelu doline rijeke Morače. Prema službenom popisu stanovništva iz 2011. godine, Grad je imao 185 937 stanovnika, od toga 150 977 u samoj Podgorici.

## Povijest
Podgorica je nastala u rimsko doba kao Birziminium, kasnije i kao rimski grad Duklja. U srednjem vijeku naselili su je Slaveni i nazvali je Ribnica. Naziv Podgorica upotrijebljen je prvi put 1426. godine.
Od 1478. grad je pod turskom vlašću, da bi ga 1878. oslobodili Crnogorci. U razdoblju turske vlasti, 1858. godine, u gradu je bilo 630 islamskih i 270 kršćanskih kućanstava. Formalno je pripao Crnoj Gori Berlinskim kongresom.
Od 1916. do 1918. Podgorica je bila pod austrijskom upravom, da bi je okupirali Srbi i u njoj održali takozvanu »Veliku narodnu skupštinu« kojom je Crna Gora nasilno pripojena Srbiji. Između dva rata Podgorica je imala oko 15 000 stanovnika, ali je nakon rata taj broj sveden na manje od pet, jer je grad stradao kao malo koji u Europi: bio je bombardiran 72 puta i gotovo sravnjen sa zemljom.
S vraćanjem državnosti Crnoj Gori u Titovoj Jugoslaviji i Podgorica (1. kolovoza 1946. – nazvana Titogradom) je prosperirala. 31. prosinca 1946. Titograd postaje glavni grad Crne Gore, zamijenivši Cetinje.
Na referendumu 1992. vraćeno joj je staro ime – Podgorica. S procesom tranzicije i pripremama za crnogorsku nezavisnost Podgorica se sve više razvija u važan regionalni centar.

## Zemljopisne odrednice
Grad se nalazi u Zetsko-bjelopavlićkoj ravnici, na prostoru oko pet rijeka – Morače, Ribnice, Zete, Cijevne i Sitnice. Nedaleko od Podgorice je Skadarsko jezero, a s gradnjom tunela Sozina, Jadransko more je na svega pola sata vožnje.
Podgorica je poznata po toploj klimi i jedan je od najtoplijih gradova jugoistočne Europe.

## Stanovništvo
Prema posljednjem službenom popisu stanovništva iz 2011. godine, Podgorica je imala 185 937 stanovnika raspoređenih u 143 naseljena mjesta. Sam grad Podgorica imao je 150 977 stanovnika.

### Naseljena mjesta
Arza, Balabani, Baloči, Barlaj, Begova Glavica, Bezjovo, Benkaj, Beri, Berislavci, Bigor, Bijelo Polje, Bioče, Bistrice, Blizna, Bolesestra, Brežine, Briđe, Brskut, Budza, Buronji, Cvilin, Cijevna, Crvena Paprat, Crnci, Ćafa, Ćepetići, Delaj, Dinoša, Dolovi, Donje Stravče, Donji Kokoti, Donji Milješ, Draževina, Drešaj, Drume, Duga, Dučići, Dušići, Duške, Đurkovići, Farmaci, Fundina, Gornje Stravče, Gornji Kokoti, Gornji Milješ, Gradac, Grbavci, Grbi Do, Gurec, Helmnica, Kiselica, Klopot, Kopilje, Kornet, Kosor, Kotrabudan, Koći, Kržanja, Kruse, Krševo, Kurilo, Lekići, Lijeva Rijeka, Liješnje, Liješta, Lovka, Lopate, Lužnica, Lutovo, Ljajkovići, Medun, Mileti, Mojanovići, Momče, Mrke, Mužeška, Nabon, Nikmaraš, Ožezi, Omerbožovići, Opasanica, Oraovice, Orasi, Orahovo, Parci, Pelev Brijeg, Petrovići, Pikalj, Podgorica, Podhum, Ponari, Poprat, Prisoja,Prifti, Progonovići, Radeća, Radovče, Rakića Kuće, Raći, Releza, Rijeka Piperska, Rudine, Selište, Seoca, Seoštica, Sjenice, Skorać, Slacko, Spinja, Srpska, Staniselići, Stanjevića Rupa, Stijena, Stjepovo, Stupovi, Sukuruć, Šušunja, Trabojin, Trmanje, Ubalac, Ubli, Velje Brdo, Veruša, Vidijenje, Vilac, Vilusi, Vladni, Vranj, Vrbica, Vukovci, Vuksanlekići, Zagreda i Zaugao.
Izglasavanjem Skupštine Crne Gore 2018. godine Tuzi postaju zasebna općina. Za njima je uslijedila općina Golubovci koja se od 16. kolovoza 2022. godine također odvojila od glavnog grada Podgorice.

### Nacionalni sastav
Slijedi prikaz nacionalnosti koje žive u Podgorici, a broje više od 1000 pripadnika:
- Crnogorci – 106 642 (57,35 %)
- Srbi – 43 248 (23,26 %)
- Albanci – 9538 (5,13 %)
- Muslimani – 4122 (2,22 %)
- Romi – 3988 (2,14 %)
- Bošnjaci – 3687 (1,98 %)
- nacionalno neopredijeljeni – 8882 (4,78 %).

### Vjerski sastav
- pravoslavni – 145 575 (78,29 %)
- muslimani – 4608 (2,48 %)
- katolici – 7947 (4,27 %)
- ateisti – 3698 (1,99 %)
- ne žele se izjasniti – 4583 (2,46 %)

### Jezični sastav
- crnogorski – 78 837 (42,40 %)
- srpski – 76 541 (41,17 %)
- albanski – 10 276 (5,53 %)
- bošnjački – 1262 (0,68 %)
- ne žele se izjasniti – 7521 (4,04 %)

### Hrvati u Podgorici
Prema popisu iz 2011., broj Hrvata u Podgorici iznosi 664 (0,36 %), dok je 258 (0,14 %) stanovnika izjavilo kako hrvatski jezik koristi kao materinji.

## Gospodarstvo
Podgorica nije samo administrativni centar Crne Gore već i njezin glavni gospodarski pokretač. Najveći dio crnogorske industrije i tvrtki nalazi se u Podgorici.
Prije Prvog svjetskog rata gospodarstvo Podgorice zasnivalo se na trgovini i zanatstvu, što je ostalo iz vremena duge turske vladavine. Poslije Drugog svjetskog rata, Titograd je postao glavni grad Crne Gore i doživio je brzu urbanizaciju i industrijalizaciju. U gradu i njegovoj okolini osnovane su tvornice za preradu aluminija, duhana, tekstila, vina te građevinske tvrtke.
Nakon raspada Jugoslavije zatvorene su mnoge tvrtke. One koje su ostale uglavnom su privatizirane te su opstale na tržištu. Kombinat aluminijuma Podgorica (u vlasništvu Rusala) i AD Plantaže (proizvodnja vina i alkoholnih pića) najveće su tvrtke u gradu. Početkom 21. stoljeća financijski i uslužni sektor u Podgorici brzo se razvija. U gradu se nalaze dvije burze i većina crnogorskih banaka. Gospodarske su aktivnosti u Podgorici iz djelatnosti teške industrije uglavnom prešle u sektor telekomunikacija, građevinasrtva i bankarstva. Investitori i strane kompanije koji su otvorili svoja predstavništa u Podgorici značajno su pridonijeli rastu i unošenju raznolikosti u gospodarstvo grada. Kao sporedni efekt navedenih događaja znatno su porasle cijene građevinskog zemljišta.

## Promet

### Javni prijevoz
Javni gradski prijevoz sastoji se od autobusnih linija. Tvrtka Gradski saobraćaj a.d. koja je bila u vlasništvu Grada Podgorice bankrotirala je i prestala s radom 2001. godine. Autobusni prijevoz danas vrše privatni prijevoznici. Također, u gradu postoji i taksi prijevoz. Taksi usluge pruža preko 20 različitih udruženja/tvrtki, s ukupno više od 800 vozila.

### Cestovni promet
Lokacija grada u središtu Crne Gore čini Podgoricu prirodnim prometnim žarištem. Ceste su uglavnom lošije od onih europskih, ali u bližoj budućnosti u planu su dva projekta. Prvi od njih je gradnja autoceste Bar-Boljare te nastavak na zaopočeti Jadransko-Jonski prometni koridor. Oba prometna pravca prolazit će u blizini Podgorice. Također, novoizgrađeni tunel Sozina dužine 4,2 km skratio je put do luke Bar na Jadranu na svega 30 minuta.

### Željeznički promet
Mreža crnogorskih željezničkih pruga oblikovana je u obliku slova X, a sastoji se od sljedećih pruga:
- pruga Bijelo Polje – Podgorica – Bar (dio međunarodne pruge Beograd – Bar)
- pruga Podgorica – Tuzi (dio međunarodne pruge Podgorica – Skadar)
- pruga Nikšić – Podgorica.

Podgorica je sjecište ovih pruga te glavno središte putničkog i teretnog prometa. Glavni željeznički kolodvor smješten je oko 1,5 km od glavnog gradskog trga.

### Zračni promet
Podgorički aerodrom smješten je 10 km južno od grada i glavna je međunarodna zračna luka u Crnoj Gori. Dana 13. lipnja 2006. godine objekt je moderniziran time što je u promet pušten novi putnički terminal. Zračna luka je u 2008. godini ostvarila promet od preko 500 000 putnika. Svakodnevne zračne linije prevoze putnike prema 13 europskih gradova, a to su: Beč, Beograd, Budimpešta, London, Frankfurt na Majni, Istanbul, Ljubljana, Moskva, Rim, Skoplje, Pariz, Priština i Zagreb.

## Obrazovanje
Podgorica je središte više sveučilišnih, znanstvenih i kulturnih ustanova (među kojima su Crnogorska akademija nauka i umjetnosti – CANU, Matica crnogorska te Sveučilište Crne Gore), svih političkih i državnih institucija, RTCG, Montenegro Airlinesa, veleposlanstava i konzulata SAD, Rusije, Kine, Hrvatske, Italije i drugih zemalja.
Glavna gradska ulica je Ulica slobode, koja je i gradski korzo, dok pješačku zonu čine Njegoševa i Hercegovačka ulica, s buticima i kafićima.

## Kultura
- Crnogorsko narodno kazalište
- KIC Budo Tomović Podgorica

## Znamenitosti
Malo je spomenika kulture sačuvano, s obzirom na razaranja iz Drugog svjetskog rata. Iz turskog perioda sačuvana je Sahat-kula iz 18. stoljeća, dvije od nekadašnjih šest džamija (Osmanagića i Doganjska), kao i uske ulice oko njih koje sačinjavaju Staru varoš.
Iz perioda Kraljevine Crne Gore najvažniji je Dvorac kralja Nikole I. Petrovića u parku Kruševac, danas Centar za suvremenu umjetnost.
Glavno obilježje grada dugo su bile soc-realističke građevine i blokovi zgrada, no dosta se toga promijenilo tijekom posljednjih godina, kada je sagrađen čitav moderni kompleks zgrada na desnoj obali Morače, a 13. srpnja 2005. pušten je u promet novi, najveći most na Morači, Milenijum, koji se već smatra novim simbolom Podgorice i koji s 57 metara visokim pilonom dominira panoramom grada.

## Šport
- nogometni klub Budućnost
- muški košarkaški klub Budućnost
- ženski rukometni klub Budućnost
- Boro Miranović, višestruki državni prvak u body buildingu[5]

## Vanjske poveznice
- Službene stranice grada Podgorice

### Ostali projekti
|  | Zajednički poslužitelj ima stranicu o temi Podgorica    |
|  | Zajednički poslužitelj ima još gradiva o temi Podgorica |